# John Carey (Literaturhistoriker)

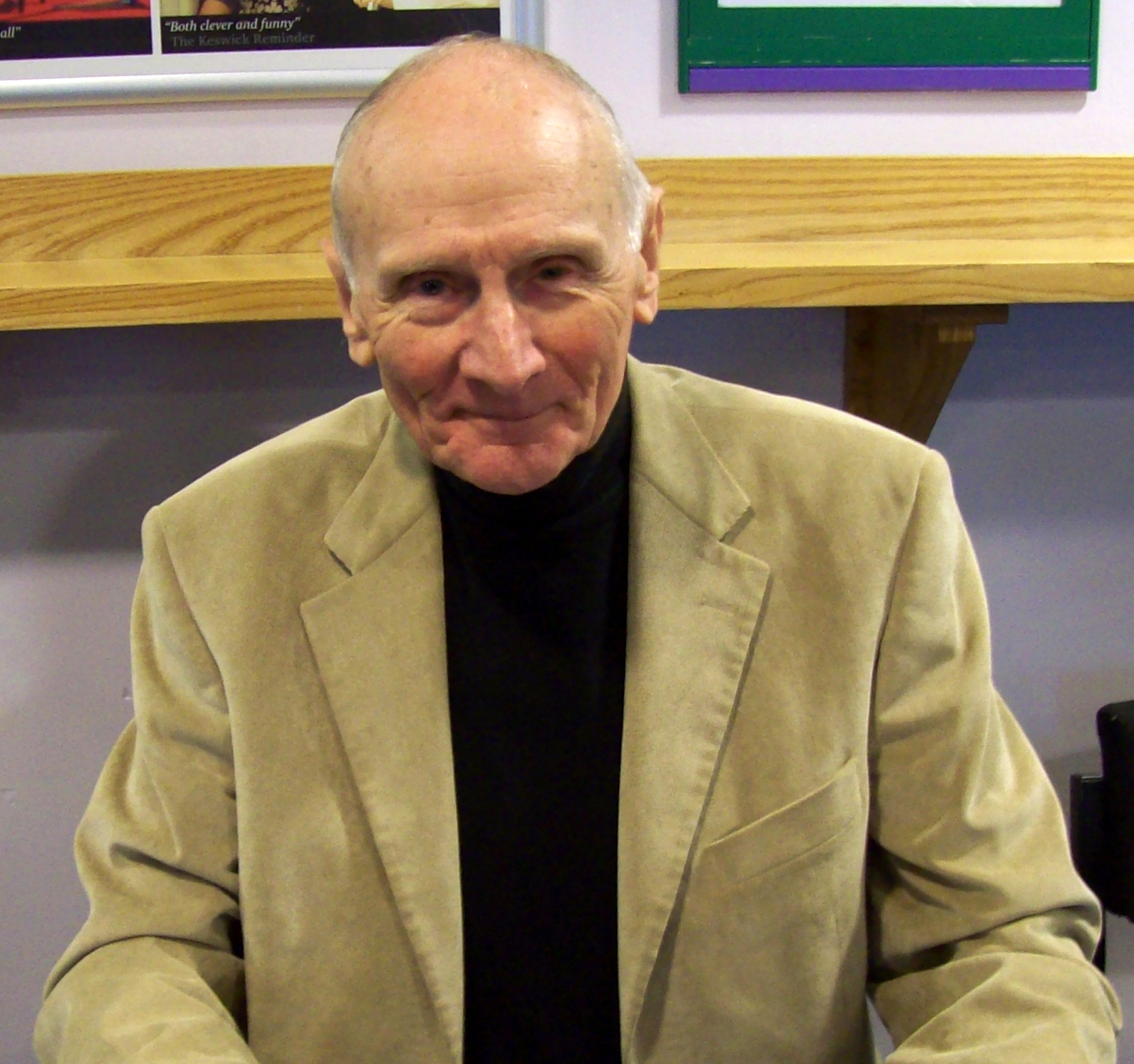
John Carey

John Carey (* 5. April 1934 in Barnes) ist ein britischer Literaturhistoriker und -kritiker. Bis 2002 war er Professor für englische Literatur am Merton College der University of Oxford.